# Foza goudoti
Foza goudoti is een krabbensoort uit de familie van de Potamonautidae. De wetenschappelijke naam van de soort werd in 1853 voor het eerst geldig gepubliceerd door Henri Milne-Edwards.